# Anneke-Preis
Der Anneke-Preis ist ein seit 2010 von den nordrhein-westfälischen Städten Sprockhövel und Hattingen verliehener Preis für „herausragende Verdienste im Einsatz für Frauenrechte“.
Der Preis ist nach der Frauenrechtlerin und Schriftstellerin Mathilde Franziska Anneke benannt. Die erste Verleihung ging von den gemeinsamen Aktivitäten der Städte im Rahmen der RUHR.2010 aus, bei dem ein so genannter „Anneke-Ritt“ von Sprockhövel am Geburtshaus Mathilde Franziska Annekes vorbei nach Hattingen-Blankenstein veranstaltet wurde.
Der Anneke-Preis ist mit einem Geldpreis von 1.000 Euro sowie einem Kunstwerk dotiert; als Preisträger berechtigt sind Einzelpersonen oder Vereine, die sich „in besonderem Maße für Frauenrechte eingesetzt haben“. Infrage kommt Engagement in  Bildungspolitik, Sozial- oder Integrationsbereich. Das Vorschlagsrecht liegt bei den kommunalen Gleichstellungs- oder Frauenbüros in Nordrhein-Westfalen, bei denen Vorschläge aus der Bürgerschaft eingereicht werden können und die dann je einen Vorschlag an die Jury melden.

## Preisträgerinnen
- 2010: „Sprockhöveler Salon“[5]
- 2013: Gerta Baltissen für ihr Bemühen um Frauenbildung[5]
- 2015: Kölner Frauengeschichtsverein
- 2017: MIRA Internationales Bildungs- und Beratungszentrum für Frauen und Mädchen e. V. in Bochum[6]
- 2019: Internationales Frauencafé Hattingen[7]